# Chlorocnemis pauli
Chlorocnemis pauli é uma espécie de libelinha da família Protoneuridae.
Pode ser encontrada nos seguintes países: República Democrática do Congo, Quénia, Nigéria e Uganda.
Os seus habitats naturais são: florestas subtropicais ou tropicais húmidas de baixa altitude, rios, rios intermitentes e nascentes de água doce.
Está ameaçada por perda de habitat.